# Francesco Bracci

Wapen

Francesco Bracci (Vignanello, 5 november 1879 – Rome, 24 maart 1967) was een Italiaans geestelijke en kardinaal van de Katholieke Kerk.
Bracci bezocht het seminarie in Civita Castellana en studeerde vervolgens aan de Universiteit van Rome. Hij werd op 6 juni 1903 priester gewijd. Hij werkte vervolgens als professor aan het seminarie van Civita Castellana, waarvan ook nog rector was. Hij trad in 1914 in dienst van de Romeinse Curie, als advocaat en later als auditor bij de Sacra Rota Romana. Dit zou hij tot 1935 blijven. In 1935 benoemde paus Pius XI hem tot secretaris van de Heilige Congregatie voor de Discipline van de Sacramenten.
Hij werd bij het consistorie van 15 december 1958 door paus Johannes XXIII kardinaal gecreëerd. De San Cesareo in Palatio werd zijn titeldiakonie. Drie dagen daarna nam hij op grond van zijn leeftijd ontslag als secretaris van de Congregatie. Hij werd vier jaar later benoemd tot titulair aartsbisschop van Idassa en ontving zijn bisschopswijding van paus Johannes zelf. Medeconsecratoren waren Giuseppe kardinaal Pizzardo en Benedetto Aloiso kardinaal Masella. Kardinaal Bracci nam deel aan het Tweede Vaticaans Concilie en aan het Conclaaf van 1963 dat leidde tot de verkiezing van Giovanni Battista kardinaal Montini tot paus Paulus VI.
Hij overleed op 87-jarige leeftijd en werd begraven in de parochiekerk van Vignanello.

## Bron
- (en) Bijdrage over Bracci op The Cardinals of the Holy Roman Church, met foto